# Cristoforo
Cristoforo  è un nome proprio di persona italiano maschile.

## Varianti
- Maschili: Cristofaro, Cristofero, Cristofolo[senza fonte], Cristofalo[1], Cristofano[1]
  - Ipocoristici: Tofano[1], Tofo[1], Ciofo[1]
- Femminili: Cristofora

### Varianti in altre lingue
- Bulgaro: Христофор (Hristofor)[2]
  - Ipocoristici: Христо (Hristo)[2][3]
- Catalano: Cristòfor
- Ceco: Kryštof[2]
- Croato: Kristofor[2]
  - Ipocoristici: Krsto[2]
- Danese: Christoffer[2], Kristoffer[2][3]
- Esperanto: Kristoforo
- Estone: Kristoforus
- Finlandese: Kristoffer[2]
  - Ipocoristici: Risto[2][3]
- Francese: Christophe[2][3]
- Friulano: Cristòful[4]
- Georgiano: ქრისტეფორე (Krist'epore)
- Greco bizantino: Χριστοφορος (Christophoros)[2]
- Greco moderno: Χριστόφορος (Christoforos)
- Inglese: Christopher[2][3], Kristopher[2]
  - Ipocoristici: Chris[2][3], Chip[2], Kit[2][3], Topher[2]
- Irlandese: Criostóir[3]
- Latino: Christophorus[1][2]
- Lettone: Kristaps[2][3]
- Ligure: Cristòffa[5]
- Lituano: Kristoforas
- Macedone: Христофор (Hristofor)[2]
  - Ipocoristici: Христо (Hristo)[2], Ристо (Risto)[2]
- Norvegese: Kristoffer[2], Christoffer[2]
- Olandese: Christoffel[2]
- Polacco: Krzysztof[2][3]
  - Ipocoristici: Krzyś[2], Krzysiek[2]
- Portoghese: Cristóvão[2][3]
- Rumeno: Cristofor
- Russo: Христофор (Christofor)
- Scozzese: Criostal[3]
- Serbo: Христофор (Christofor)
- Slovacco: Kryštof[2]
- Sloveno: Kryštof[2]
- Spagnolo: Cristóbal[2][3]
- Svedese: Kristoffer[2][3], Christoffer[2]
- Tedesco: Christoph[2][3], Christof
- Ucraino: Христофор (Chrystofor)
- Ungherese: Kristóf[2][3]

## Origine e diffusione
Deriva dal tardo nome greco Χριστοφορος (Christophoros); è composto da Χριστός (Christós, "Cristo") e φέρω (phérō, "portare"), e significa quindi "portatore di Cristo", "colui che porta Cristo". Il nome cominciò ad essere usato per il suo significato metaforico di "portare Cristo nel cuore"; più avanti, nel Medioevo, la sua interpretazione letterale portò alla nascita della Legenda Aurea di san Cristoforo.
Per quanto riguarda la lingua inglese, il nome era poco diffuso nell'epoca medioevale, e il suo uso vero e proprio (nella forma Christopher) è datato dal XV secolo in poi.

## Onomastico
L'onomastico si festeggia di solito il 25 luglio in onore di san Cristoforo, martire in Licia, che secondo la Leggenda Aurea di Iacopo da Varazze, sarebbe stato un gigante di origine cananea che, convertitosi, avrebbe traghettato Gesù ancora bambino sulle spalle attraverso un fiume. Con questo nome si ricordano anche numerosi altri santi e beati, fra i quali, alle date seguenti:
- 1º marzo, beato Cristoforo da Milano, sacerdote domenicano
- 4 marzo, beato Christopher Bales, sacerdote e martire con altri compagni a Londra[7]
- 5 marzo, beato Cristoforo Macassoli, sacerdote francescano[7]
- 7 aprile, beato Cristoforo Amerio, cardinale[7]
- 21 maggio, san Cristóbal Magallanes Jara, missionario e martire a Zacatecas[7]
- 24 giugno, beato Cristoforo de Albarran, sacerdote mercedario, martire in Sud America[7]
- 20 agosto, san Cristoforo, monaco e martire con san Leovigildo a Cordova sotto i Mori[7]
- 31 ottobre, beato Cristoforo di Romagna, sacerdote francescano
- 17 dicembre, san Cristoforo di Collesano, martire in Basilicata[7]

## Persone

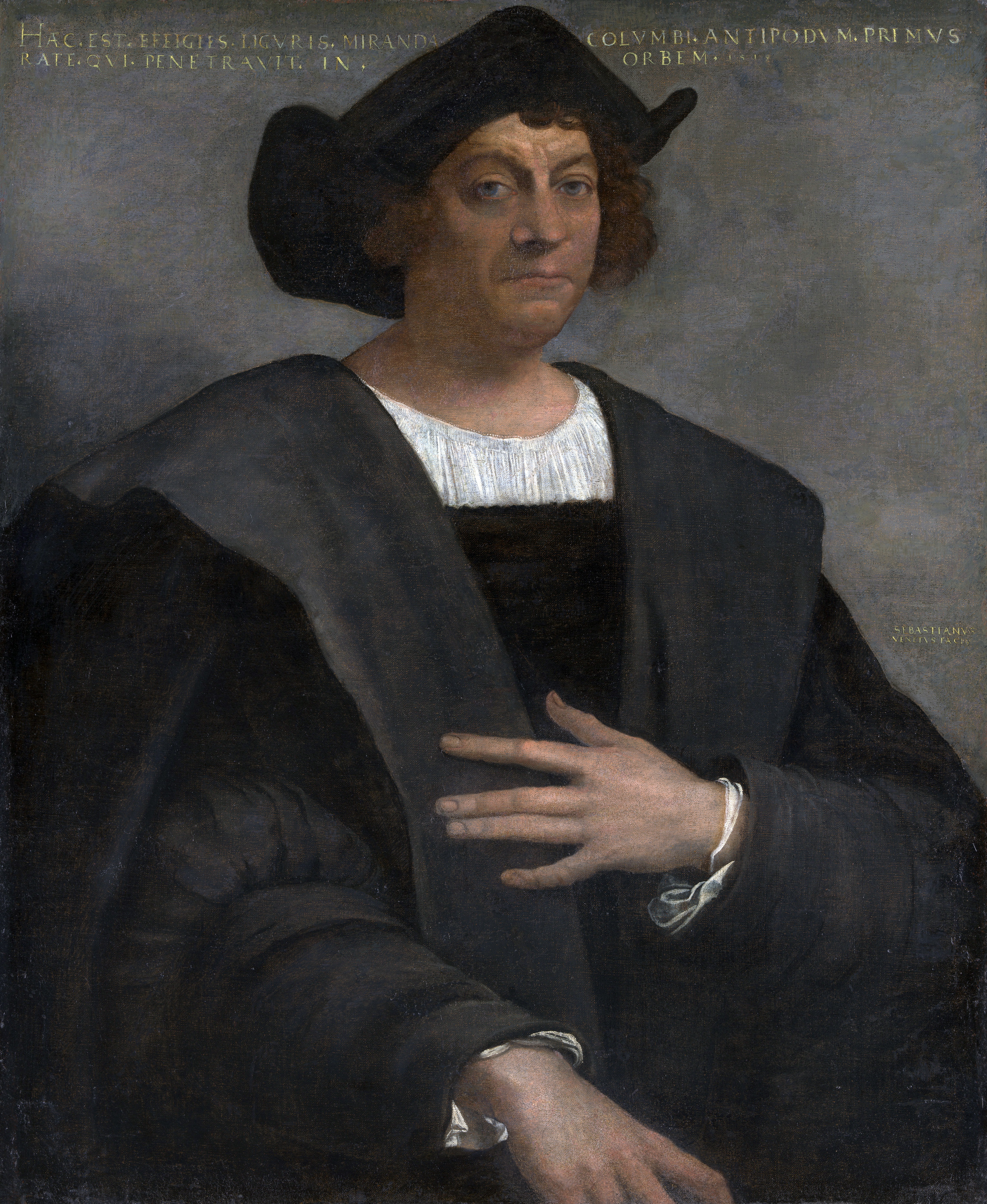
Cristoforo Colombo

- Cristoforo di Grecia, figlio di Giorgio I di Grecia
- Cristoforo Bonavino, presbitero, scrittore, teologo e filosofo italiano
- Cristoforo Clavio, gesuita, matematico e astronomo tedesco
- Cristoforo Colombo, esploratore e navigatore italiano
- Cristoforo Ivanovich, librettista, poeta e storico italiano
- Cristoforo Landino, umanista, filosofo e scrittore italiano
- Cristoforo Madruzzo, cardinale italiano
- Cristoforo Migazzi, cardinale e arcivescovo cattolico italiano
- Cristoforo Roncalli, detto "il Pomarancio", pittore italiano
- Cristoforo Scacco di Verona, pittore italiano
- Cristoforo Solari, detto "il Gobbo", scultore e architetto italiano

### Variante Christopher

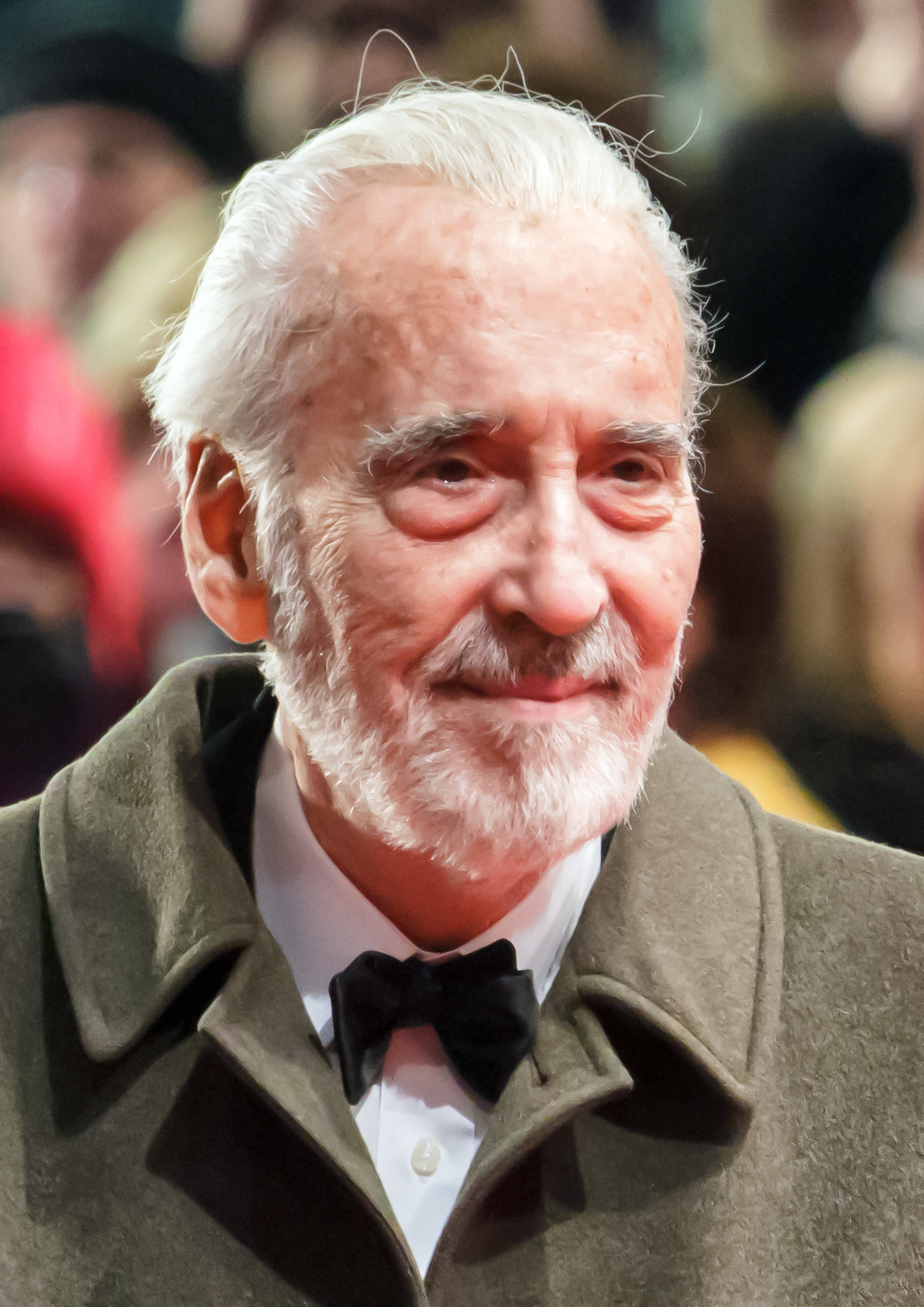
Christopher Lee

- Christopher Lambert, attore statunitense naturalizzato francese
- Christopher Lee, attore, doppiatore e cantante britannico
- Christopher Lloyd, attore e comico statunitense
- Christopher Marlowe, drammaturgo, poeta e traduttore britannico
- Christopher Massey, attore statunitense
- Christopher Nolan, regista, sceneggiatore e produttore cinematografico britannico
- Christopher Reeve, attore e regista statunitense
- Christopher Plummer, attore canadese
- Christopher Walken, attore statunitense

### Variante Christophe

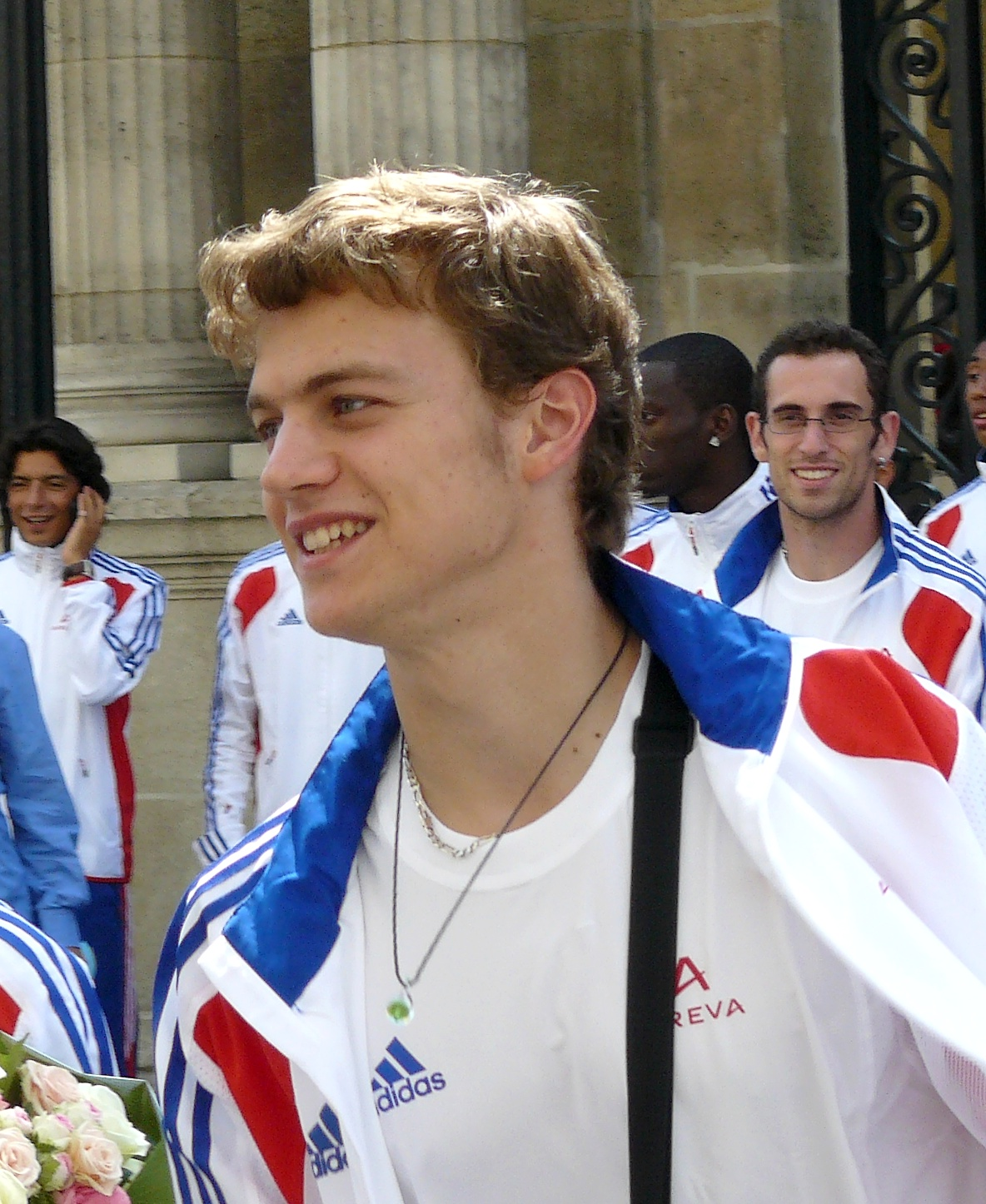
Christophe Lemaitre

- Christophe Dugarry, calciatore francese
- Christophe Gans, regista, sceneggiatore e produttore cinematografico francese
- Christophe Lemaitre, atleta francese
- Christophe Maé, cantante francese
- Christophe Rochus, tennista belga

### Variante Christoph

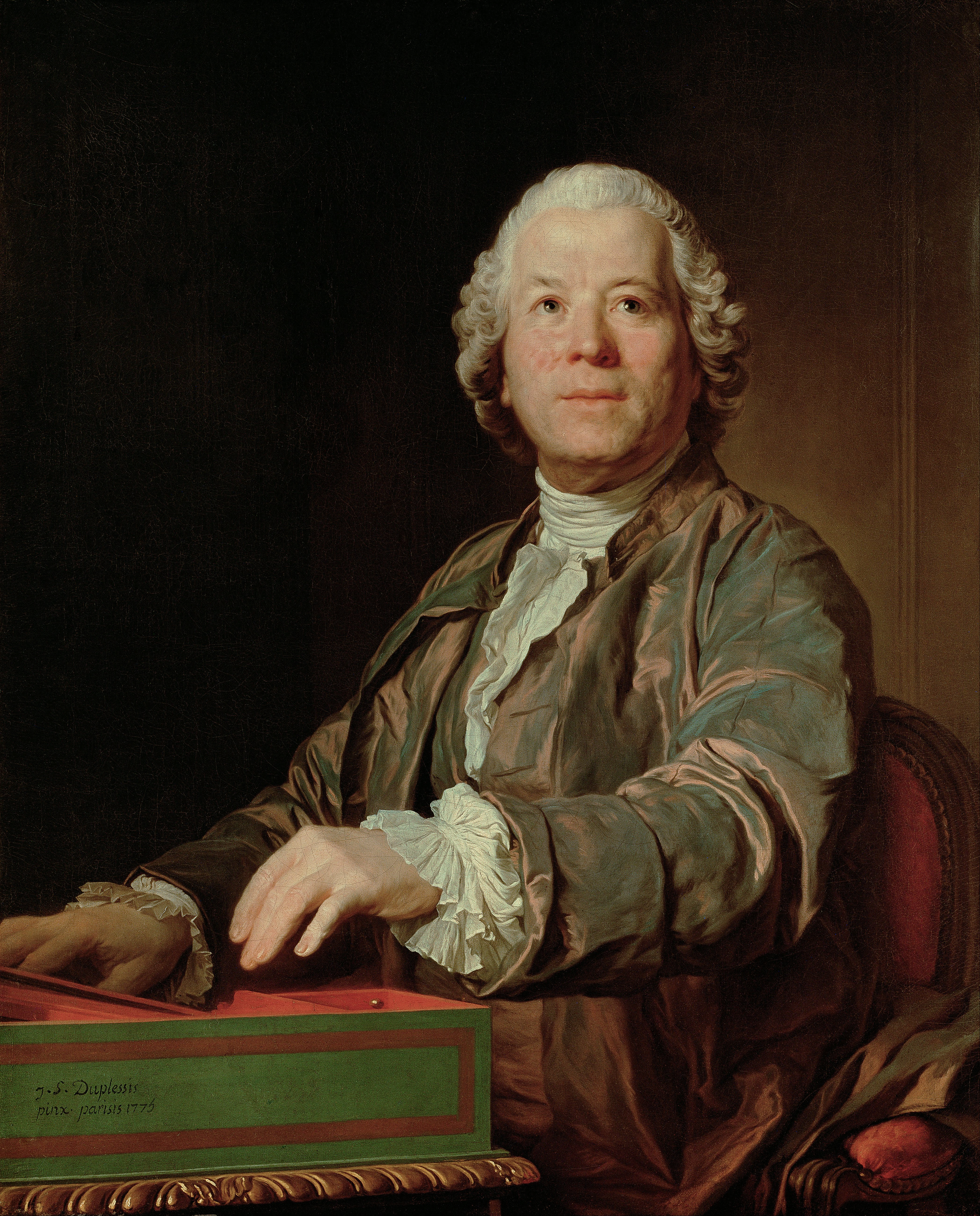
Christoph Willibald Gluck

- Christoph Blocher, politico e imprenditore svizzero
- Christoph Daum, calciatore e allenatore di calcio tedesco
- Christoph Willibald Gluck, compositore tedesco
- Christoph Hein, scrittore e traduttore tedesco
- Christoph Metzelder, calciatore tedesco
- Christoph Schneider, batterista tedesco
- Christoph Schönborn, cardinale e arcivescovo cattolico austriaco
- Christoph Waltz, attore austriaco

### Variante Krzysztof

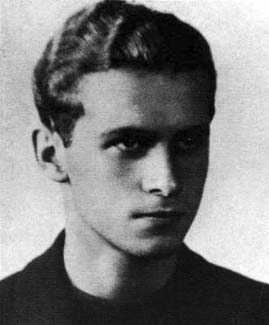
Krzysztof Kamil Baczyński

- Krzysztof Kamil Baczyński, poeta polacco
- Krzysztof Ignaczak, pallavolista polacco
- Krzysztof Kieślowski, regista, sceneggiatore e documentarista polacco
- Krzysztof Komeda, musicista polacco
- Krzysztof Meyer, compositore, pianista e musicologo polacco
- Krzysztof Penderecki, compositore e direttore d'orchestra polacco
- Krzysztof Piątek, calciatore polacco
- Krzysztof Piesiewicz, sceneggiatore e politico polacco
- Krzysztof Zanussi, regista, sceneggiatore e produttore cinematografico polacco

## Il nome nelle arti
- Padre Cristoforo è un personaggio del romanzo di Alessandro Manzoni I Promessi Sposi.
- Christopher Robin è un personaggio della serie Disney Winnie the Pooh.